# Tagundaing
Tagundaing (en birmano: တံခွန်တိုင်) se refiere a una columna de la victoria ornamentada o asta de bandera, típicamente de 60 a 80 pies (18 a 24 m), que se encuentra dentro de los terrenos de pagodas y kyaungs (monasterios) budistas birmanos. Estas columnas ornamentadas se levantaron dentro de los recintos religiosos para celebrar la sumisión de los nats (espíritus animistas locales) al Dharma, la doctrina budista e inspirados en los Pilares de Ashoka.

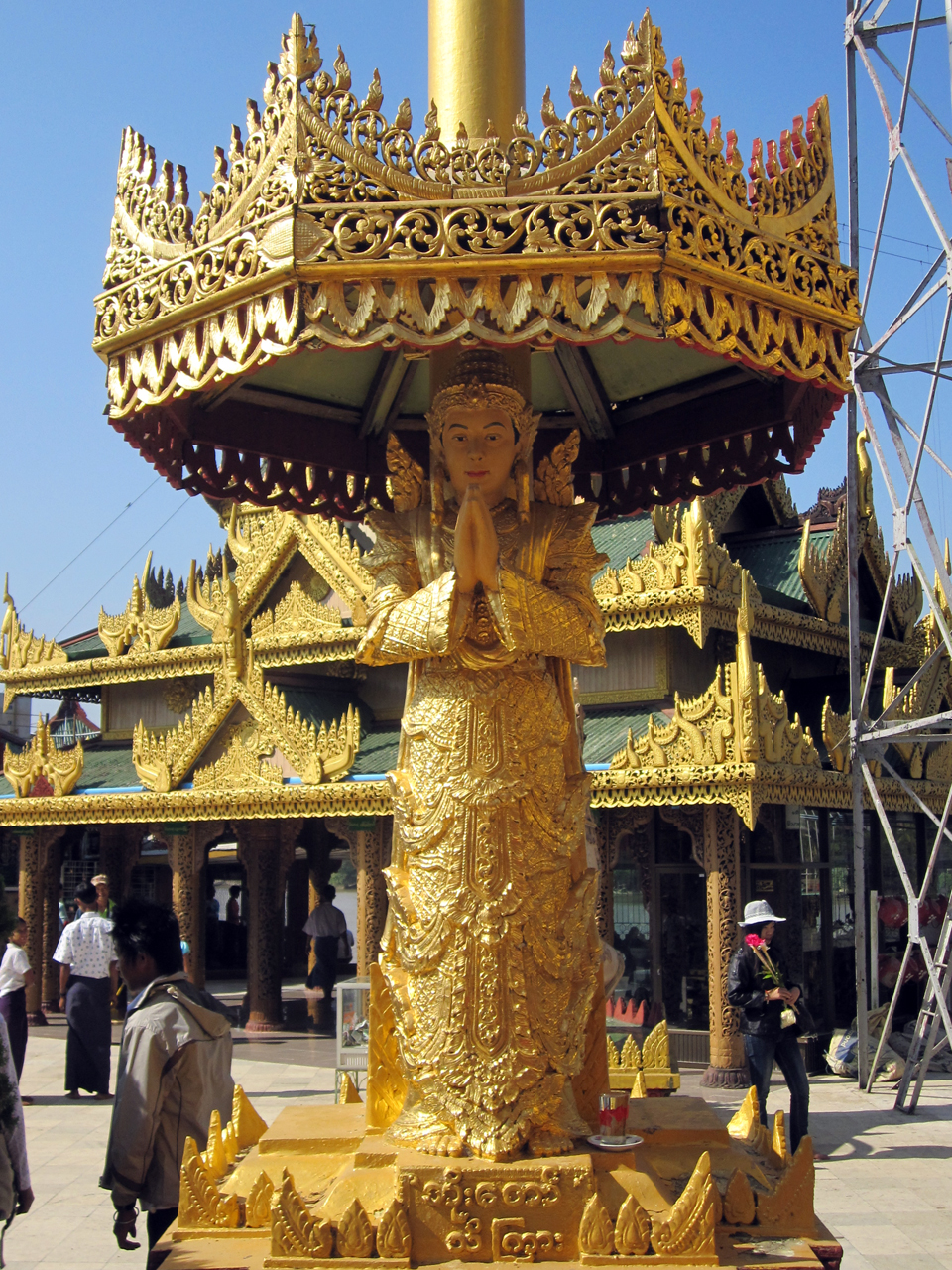
La base del tagundaing en la Pagoda Ye Le en Kyauktan presenta a Thagyamin.

Un hintha mítico (o más raramente un kinnara) se encuentra generalmente posado sobre la columna, mientras que la base de la columna puede estar decorada con Thagyamin. Vasudhara, la diosa de la tierra, también se puede encontrar en la base.

## Ejemplos

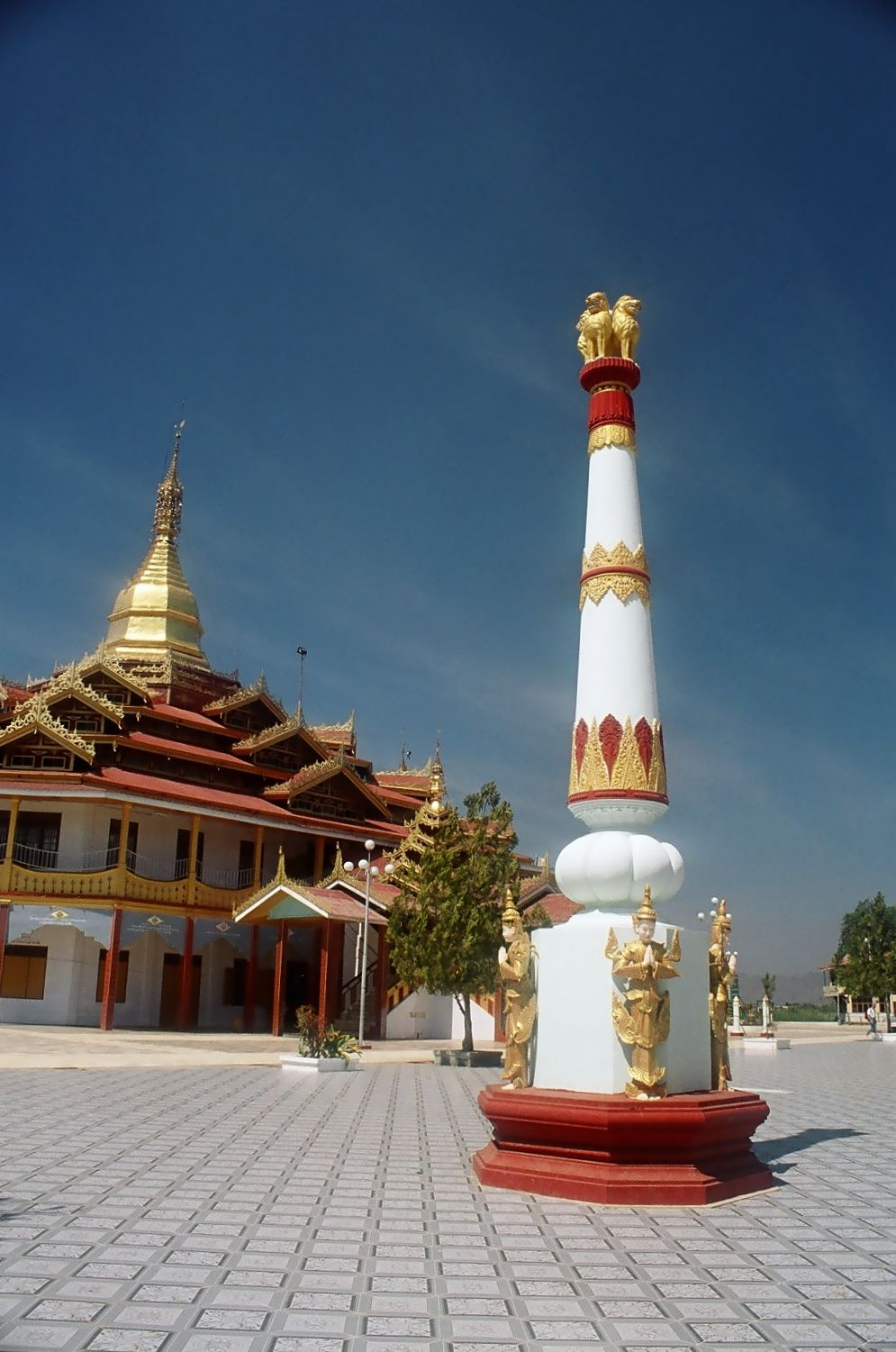
Tagundaing en la Pagoda Hpaung Daw U inspirada en los Pilares de Ashoka
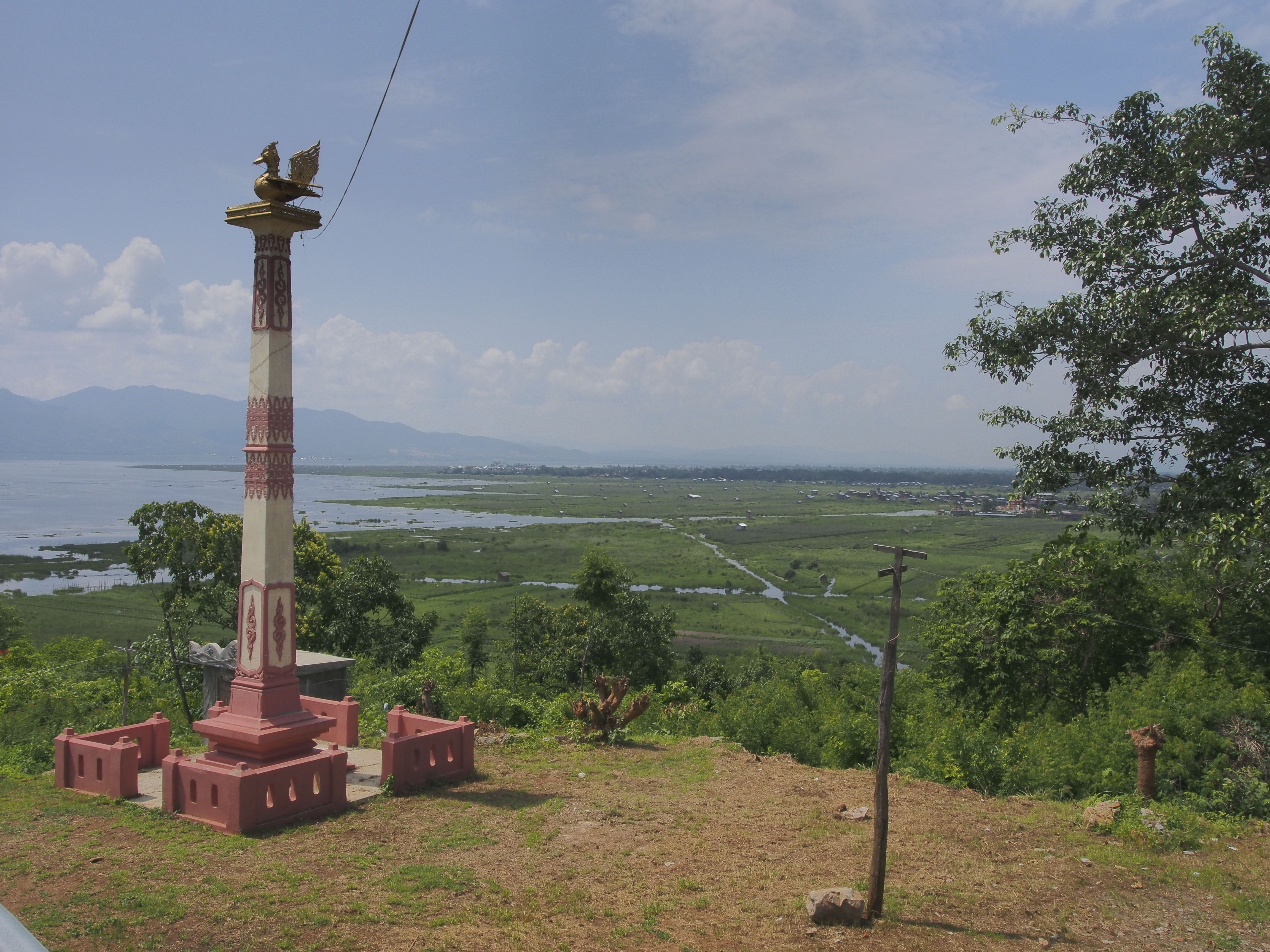
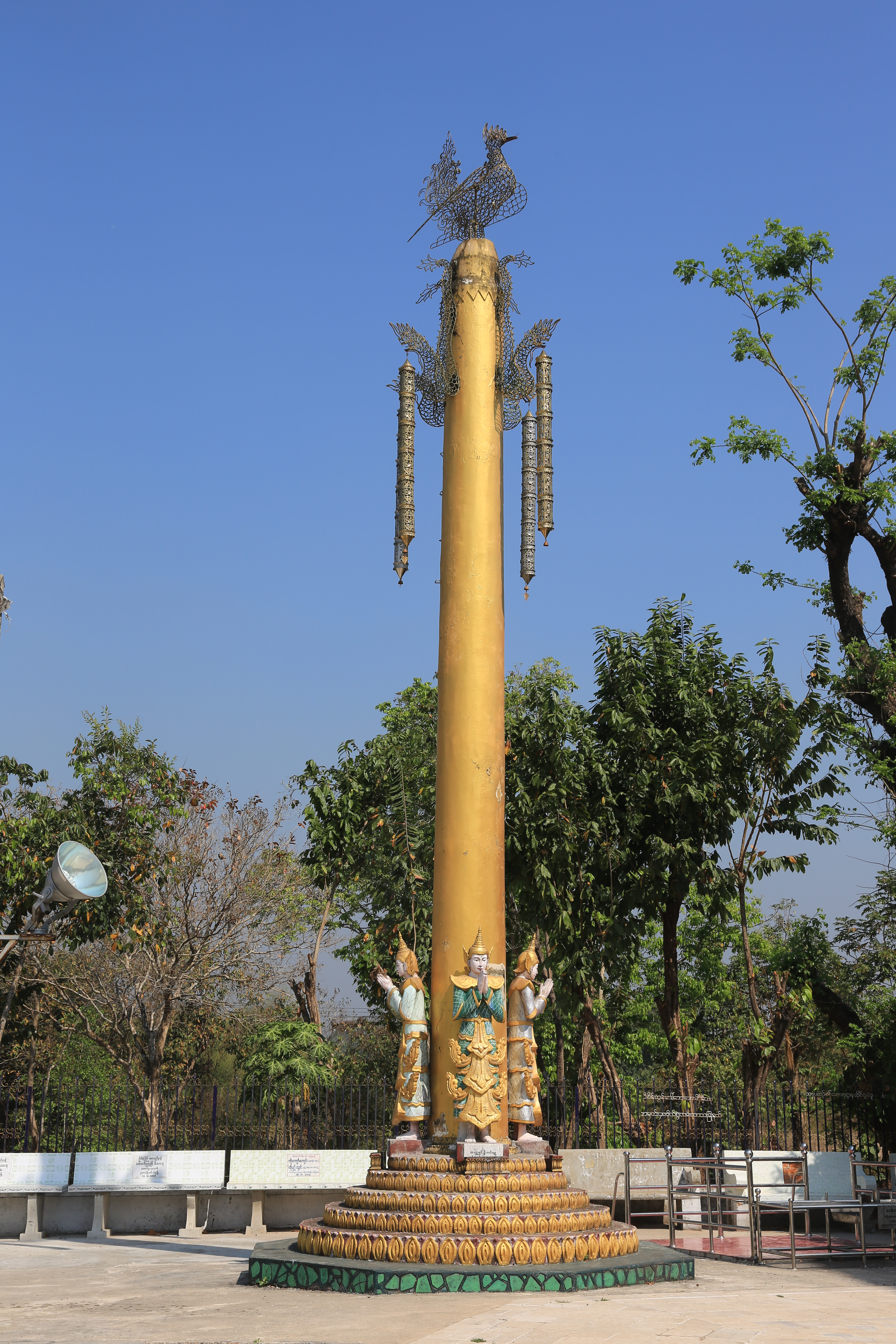
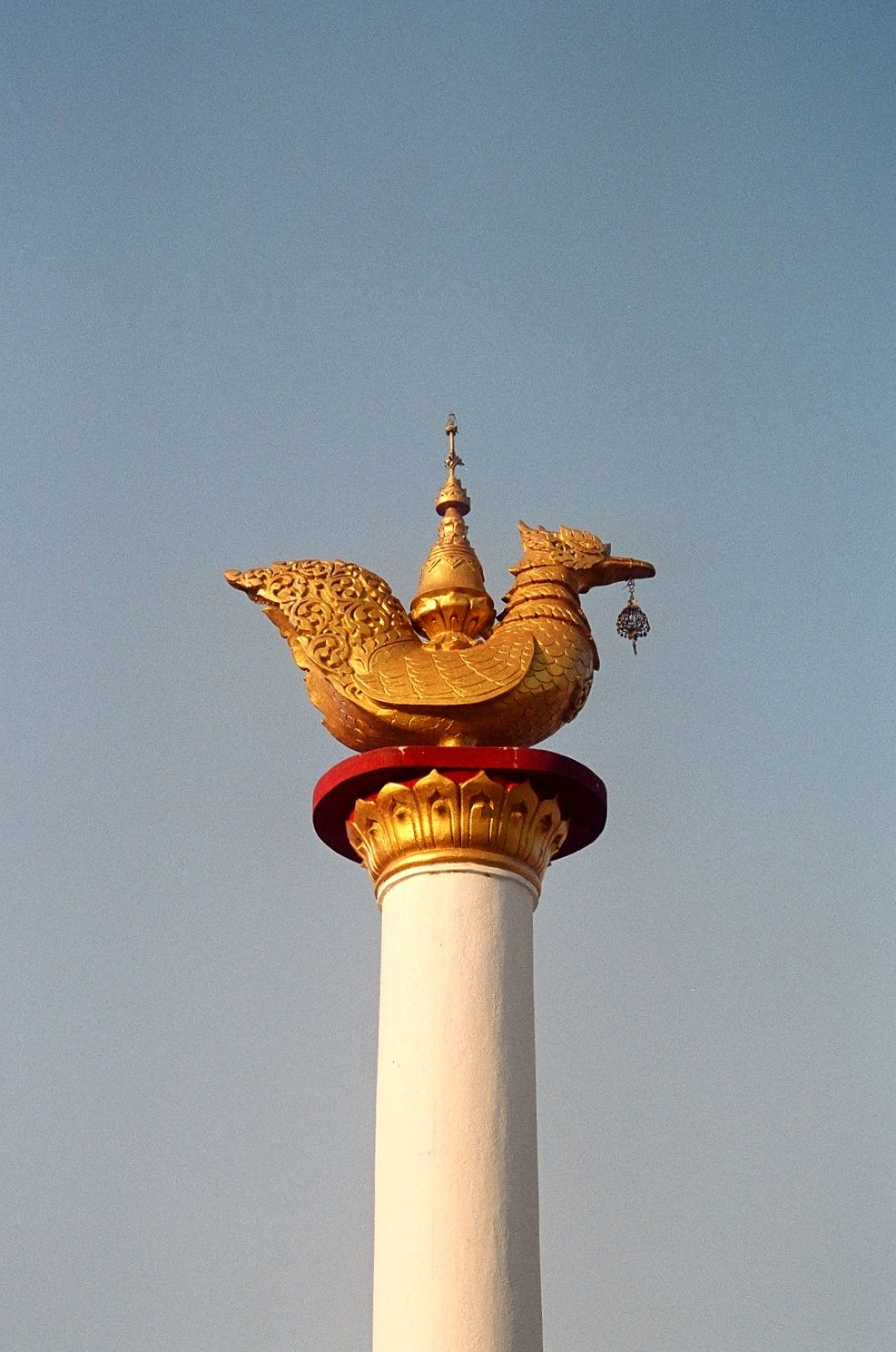
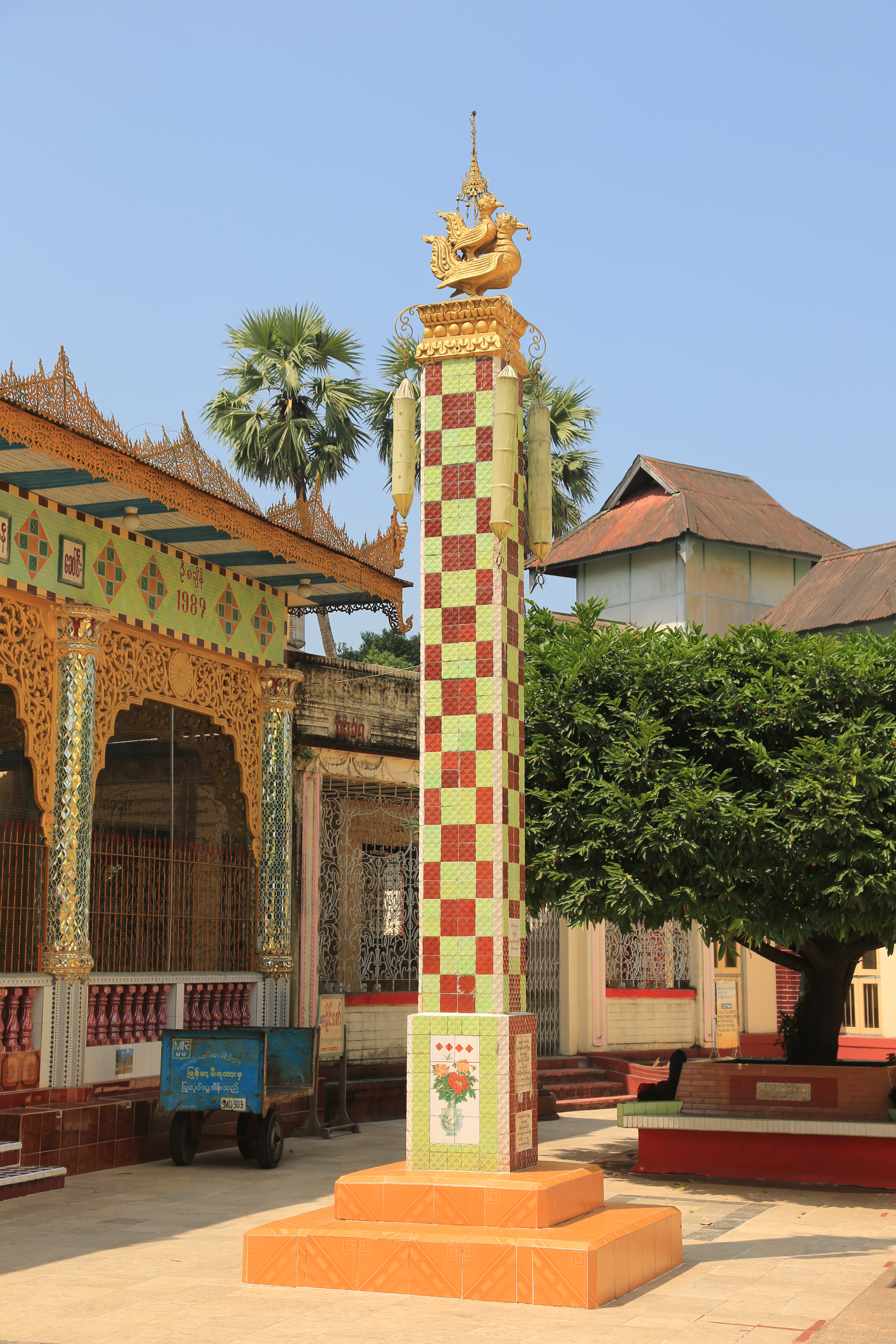
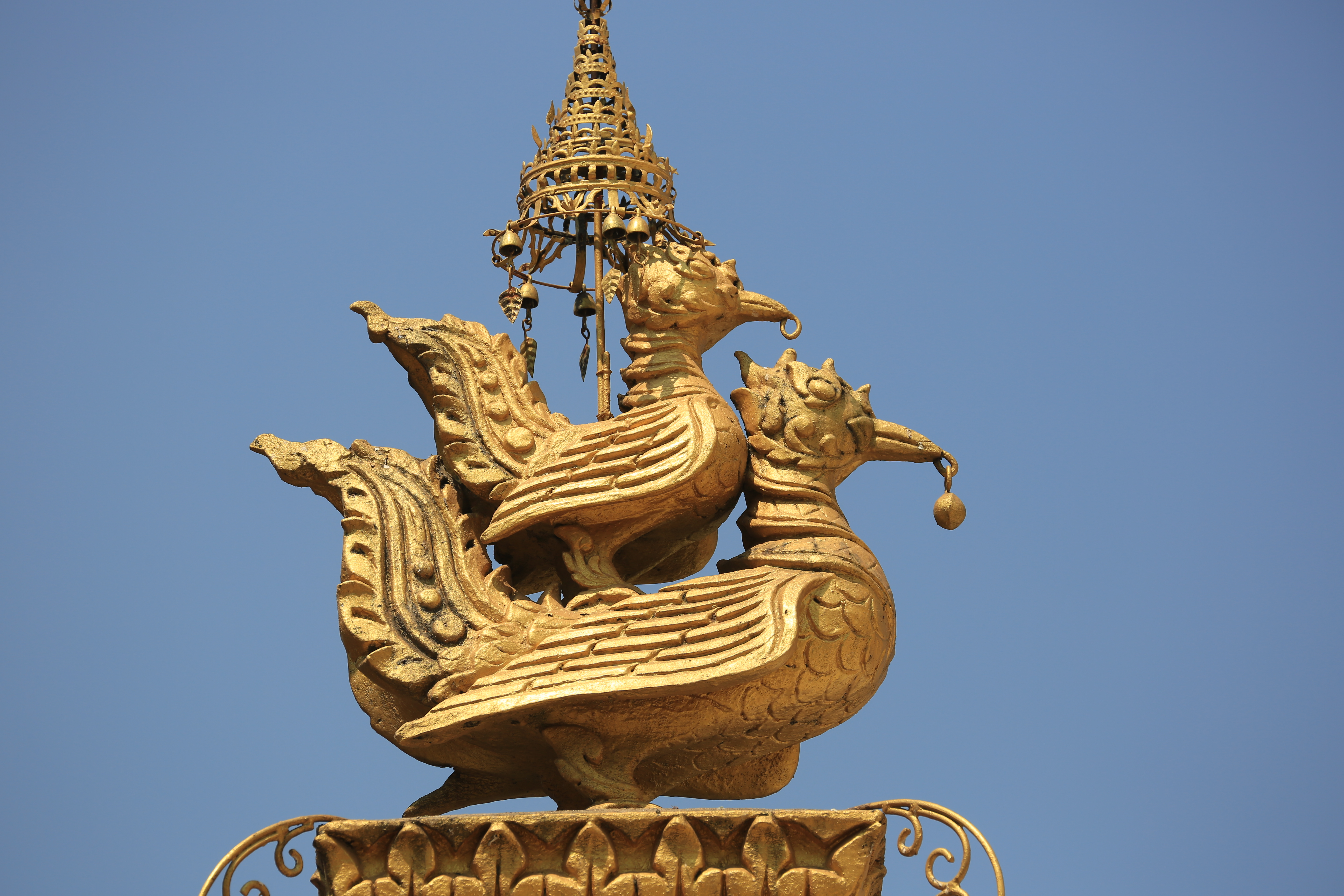